# Титок, Марина Алексеевна
Титок Марина Алексеевна (род. 4 февраля 1959, Минск)

## Биография
Марина Алексеевна Титок родилась 4 февраля 1959 г в г. Минске.
В 1981 г. окончила с отличием Белорусский государственный университет по специальности генетика.
С 1981 г. работала в качестве старшего лаборанта и младшего научного сотрудника сектора биохимической генетики бактерий Проблемной НИЛ экспериментальной биологии Белорусского государственного университета.
С 1991 г. работала ассистентом, затем доцентом кафедры генетики, с 2005 г. — профессором кафедры генетики, с 2009 г. — профессором кафедры микробиологии БГУ.
В 1991 г. защитила кандидатскую диссертацию.
В 1997 г. присвоено ученое звание доцента.
Ученая степень доктора биологических наук присуждена в 2005 г.
Ученое звание профессора присуждено в 2007 году.

## Педагогическая деятельность
Марина Алексеевна Титок читает лекции по курсам: «Векторные системы»,"Основы молекулярной биологии", «Генетика микроорганизмов», «внехромосомные генетические структуры бактерий», «молекулярные аспекты эволюции». Проводит лабораторные и практические занятия по курсу « Основы молекулярной биологии клетки»

## Научная деятельность
Область научных интересов — изучение молекулярно-генетической организации внехромосомных генетических элементов грамположительных и грамотрицательных бактерий, в том числе обеспечивающих выживание микроорганизмов в экстремальных условиях внешней среды (антибиотики, ксенобиотики); молекулярно-генетическое конструирование штаммов продуцентов биологически активных соединений (сольвентов, инсектицидных токсинов, антимикробных соединений); создание векторных систем для молекулярного клонирования в клетках грамположительных и грамотрицательных бактерий; физиолого-биохимический и молекулярно-генетический анализ бактерий-деструкторов нефти, выделенных из экстремальных природных источников (Беларусь, Ливия, Ирак, Антарктида).
Имеет 194 научных и учебно-методических работ, в том числе 1 монографию, 1 учебное пособие, 122 статьи, 3 патента Республики Беларусь и 1 авторское свидетельство на изобретение. Подготовила 3-х кандидатов наук и 9 магистров.
М. А. Титок в течение 9 лет являлась членом, а затем заместителем председателем экспертной ВАК. В настоящее время является членом двух Советов по защите докторских диссертаций и двух Ученых советов.

## Основные публикации

### Учебно-методические публикации
- Титок М. А., Максимова Н. П. Контрольные работы по курсу «Генетика» для студентов заочного отделения методические рекомендации. Минск, БГУ, 1995. 11 с.
- Максимова Н. П., Титок М. А. Методические указания по оформлению курсовой и дипломной работы по генетике методические указания. Минск, БГУ, 1995. 8 с.
- Титок М. А. Максимова Н. П., Анохина В. С. Методические рекомендации по курсу «Генетика» методические рекомендации. Минск, БГУ, 1997. 20 с.
- Глушен C.В., Куницкая М. П., Титок М. А. Методические указания для практических занятий по курсу «Цитология и гистология» методические указания. Минск, БГУ, 1997. с.
- Титок М. А., Гренев В. В. «Картирование хромосом» учебно-методическое пособие Минск, БГУ, 2003. 12 с.
- Титок М. А., Гренев В. В. «Сцепленное наследование признаков и кроссинговер» учебно-методическое пособие. Минск, БГУ, 2003. 10 с.
- Титок М. А., Гренев В. В. «Взаимодействие генов» учебно-методическое пособие Минск, БГУ, 2003. 20 с.
- Глушен C.В., Гренев В. В. , Куницкая М. П., Титок М. А. «Цитология и гистология» методические указания. Минск, БГУ, 2004. 6 с.
- Титок М. А., Анохина В. С. «Теория эволюции» методические указания для проведения семинарских занятий.
- Анохина В. С., Титок М. А. «Теория эволюции» методические указания для контрольных работ студентов заочного отделения
- Максимова Н. П., Титок М. А., Анохина В. С., Храмцова Е. А., Гринев В. В., Куницкая М. П. Сборник задач по генетике: пособие для студентов биологического факультета. — Минск: БГУ. — 2008. — 167 с.
- Максимова Н. П., Титок М. А., Куницкая М. П., Храмцова Е. А., Анохина В. С. Генетика: методические указания к лабораторным занятиям для студентов биологического факультета специальностей 1-31 01 01 − Биология, 1-33 01 01 − Биоэкология. — Минск: БГУ. — 2008.- 64 с.
- Титок М. А. Часть 1. «Молекулярные аспекты эволюции». Учебное пособие. 2011. — 183с.
- Титок М. А. Векторные системы Ч. I. Введение в методологию рекомбинантной ДНК. //Методические указания к курсу «Векторные системы» Мн: Изд-во БГУ. 2013. 56 с.

### Монография
Титок М. А. ПЛАЗМИДЫ ГРАМПОЛОЖИТЕЛЬНЫХ БАКТЕРИЙ / Под ред. Ю. К. Фомичева.- Мн: Изд-во БГУ. — 2004. — 120 с.

### Авторское свидетельство
Титок М. А., Максимова Н. П., Прокулевич В. А., Фомичев Ю.К. А.с. № 1599434 СССР. Плазмидная ДНК pMTF59, предложенная для транспозонного мутагенеза бактерий семейства Enterobacteriaceae / Заявлено 20.06.1988. Опубл. 15.10.1990. // Открытия. Изобретения. — 1990. — № 38. — С. 111.